# Bahnhof Berlin Savignyplatz
Der Bahnhof Savignyplatz liegt an der Stadtbahn im Berliner Ortsteil Charlottenburg. Er ist der jüngste Bahnhof der Berliner Stadtbahn. Der Mittelbahnsteig unter einem auf gusseisernen Säulen liegenden Satteldach und die offene Eingangshalle stehen unter Denkmalschutz. Der Bahnhof wird gegenwärtig von der S-Bahn mit den Linien S3, S5, S7 und S9 bedient. Er hat zwei Zugänge, einen aus einer Fußgängerzone vom Savignyplatz über den Else-Ury-Bogen und einen zweiten von der Schlüterstraße.

## Geschichte

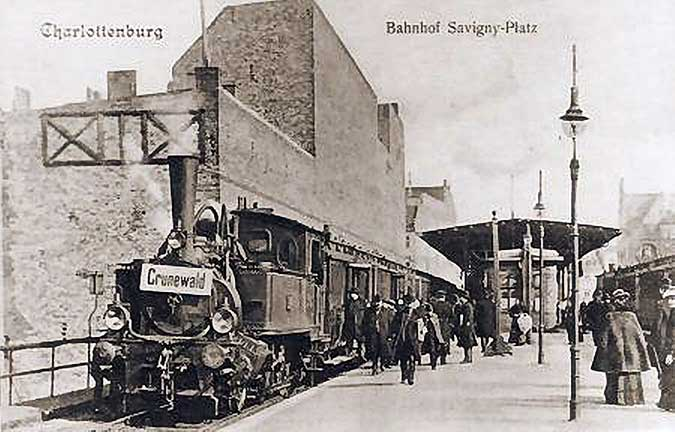
Haltepunkt Savignyplatz um 1900

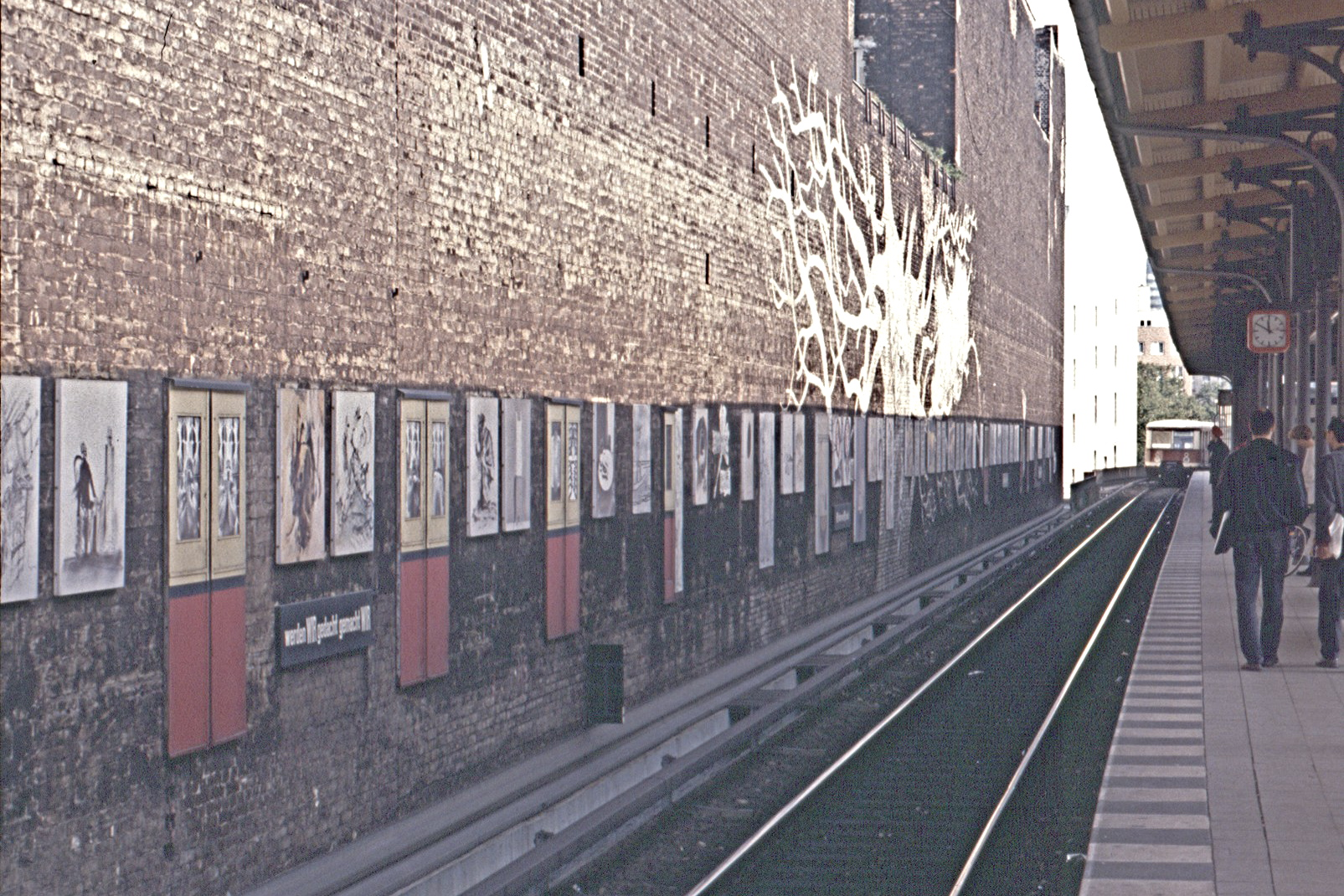
Kunstprojekt Weltbaum II mit ausrangierten S-Bahn-Türen, 1992

Erbaut wurde der Bahnhof 1885–1886 auf den typischen Berliner S-Bahn-Bögen mitten in das damals neue Wohngebiet rund um den Savignyplatz zwischen den Bahnhöfen Zoologischer Garten und Charlottenburg. Die Eröffnung fand am 1. August 1896 statt.
Im Jahr 1934 wurden an den beiden Aufgängen des Bahnhofs Portale mit dem Bahnhofsnamen angebracht sowie die Empfangsräume modernisiert. Gleichzeitig wurden die Stadtbahnbögen in diesem Bereich mit einer dunklen Klinkerfassade versehen.
Zwischen 1986 und 1989 wurde der Streckenabschnitt zwischen Bahnhof Zoo und Savignyplatz umfangreich saniert, wobei der Oberbau komplett erneuert wurde. Die Bahnsteige und Zugangsbauwerke wurden weitestgehend nach historischem Vorbild restauriert. Seitdem befindet sich an der Brandmauer neben dem S-Bahn-Gleis Richtung Westen die rund 100 Meter lange Galerie Weltbaum II. Unter der Leitung des Künstlers Ben Wagin entstand – unter Verwendung ausrangierter Türen von S-Bahn-Wagen des Typs „Stadtbahn“ – dieses Kunstprojekt zur Mahnung vor der Umweltzerstörung. 18 verschiedene Künstler, unter ihnen Joseph Beuys, beteiligten sich an der Galerie.
Im Dezember 2022 wurde der Denkmalschutz erweitert auf den S-Bahnhof als Einheit mit der Passage, den raum- und ortsprägenden Brandwänden der umgebenden Häuser sowie das Wandbild „Weltbaum 2“.
Seit Ende 2015 erfolgt die Zugabfertigung durch den Triebfahrzeugführer mittels Führerraum-Monitor (ZAT-FM).

## Anbindung
| Linie | Verlauf | Takt in der HVZ |
| ----- | --- | --------------- |
|       | Spandau – Stresow – Pichelsberg – Olympiastadion – Heerstraße – Messe Süd – Westkreuz – Charlottenburg – Savignyplatz – Zoologischer Garten – Tiergarten – Bellevue – Hauptbahnhof – Friedrichstraße – Hackescher Markt – Alexanderplatz – Jannowitzbrücke – Ostbahnhof – Warschauer Straße – Ostkreuz – Rummelsburg – Betriebsbahnhof Rummelsburg – Karlshorst – Wuhlheide – Köpenick – Hirschgarten – Friedrichshagen – Rahnsdorf – Wilhelmshagen – Erkner                 | 20 min          |
|       | Westkreuz – Charlottenburg – Savignyplatz – Zoologischer Garten – Tiergarten – Bellevue – Hauptbahnhof – Friedrichstraße – Hackescher Markt – Alexanderplatz – Jannowitzbrücke – Ostbahnhof – Warschauer Straße – Ostkreuz – Nöldnerplatz – Lichtenberg – Friedrichsfelde Ost – Biesdorf – Wuhletal – Kaulsdorf – Mahlsdorf – Birkenstein – Hoppegarten – Neuenhagen – Fredersdorf – Petershagen Nord – Strausberg – Hegermühle – Strausberg Stadt – Strausberg Nord         | 10 min          |
|       | Potsdam Hauptbahnhof – Babelsberg – Griebnitzsee – Wannsee – Nikolassee – Grunewald – Westkreuz – Charlottenburg – Savignyplatz – Zoologischer Garten – Tiergarten – Bellevue – Hauptbahnhof – Friedrichstraße – Hackescher Markt – Alexanderplatz – Jannowitzbrücke – Ostbahnhof – Warschauer Straße – Ostkreuz – Nöldnerplatz – Lichtenberg – Friedrichsfelde Ost – Springpfuhl – Poelchaustraße – Marzahn – Raoul-Wallenberg-Straße – Mehrower Allee – Ahrensfelde        | 10 min          |
|       | Spandau – Stresow – Pichelsberg – Olympiastadion – Heerstraße – Messe Süd – Westkreuz – Charlottenburg – Savignyplatz – Zoologischer Garten – Tiergarten – Bellevue – Hauptbahnhof – Friedrichstraße – Hackescher Markt – Alexanderplatz – Jannowitzbrücke – Ostbahnhof – Warschauer Straße – Treptower Park – Plänterwald – Baumschulenweg – Schöneweide – Johannisthal – Adlershof – Altglienicke – Grünbergallee – Schönefeld (bei Berlin) – Waßmannsdorf – Flughafen BER | 20 min          |